# Иулиания Никомидийская
Иулиания Никомидийская (ум. в 304 году) — святая дева, мученица из Никомидии периода Великого гонения. Покровительница болящих. День памяти отмечается 21 декабря (3 января) (в Католической церкви — 16 февраля).
В «Мартирологе Иеронима» утверждается, что она родилась в Кумах. Во время диоклетианских гонений жила в Никомидии. Единственная из семьи приняла крещение. Пошла против воли отца: отказалась выйти замуж за сенатора Елевсия, заявив, что «за язычника ни за что не выйдет». В результате предстала перед судом, председателем которого был её отец. Он приказал мучить и унижать её. Иулиания была приговорена к смертной казни и обезглавлена мечом в 304 году.